# Laura Ikauniece-Admidiņa
Laura Ikauniece-Admidiņa (ur. 31 maja 1992 w Windawie) – łotewska lekkoatletka specjalizująca się w wielobojach.
Międzynarodową karierę zaczynała w 2009 od zdobycia srebrnego medalu mistrzostw świata juniorów młodszych w siedmioboju oraz brązu w skoku wzwyż na olimpijskim festiwalu młodzieży Europy. Na szóstym miejscu ukończyła rywalizację wieloboistek na mistrzostwach świata juniorów w 2010, a rok później sięgnęła w Tallinnie po brąz mistrzostw Europy juniorów. Druga zawodniczka (po dyskwalifikacji Ludmyły Josypenko) mistrzostw Europy w 2012. W tym samym roku była ósma na igrzyskach olimpijskich w Londynie. Na początku 2013 zajęła 10. miejsce podczas halowych mistrzostw Europy w Göteborgu. W tym samym roku sięgnęła po srebro uniwersjady w Kazaniu. W 2016 zawodniczka wzięła udział w mistrzostwach Europy w Amsterdamie, tym razem w biegu na 100 metrów przez płotki, odpadając w eliminacjach. Czwarta wieloboistka igrzysk olimpijskich w Rio de Janeiro (2016). Rok później nie ukończyła rywalizacji siedmioboistek podczas światowego czempionatu w Londynie.
Medalistka mistrzostw Łotwy oraz reprezentantka kraju w pucharze Europy w wielobojach i meczach międzypaństwowych.
Rekordy życiowe: pięciobój (hala) – 4701 pkt. (1 marca 2019, Glasgow) – rekord Łotwy; siedmiobój (stadion) – 6815 pkt. (28 maja 2017, Götzis) – rekord Łotwy; skok wzwyż (hala) – 1,85 (2012).

## Osiągnięcia
| Rok  | Impreza                               | Miejsce          | Konkurencja | Pozycja     | Wynik     |
| ---- | ------------------------------------- | ---------------- | ----------- | ----------- | --------- |
| 2009 | Mistrzostwa świata juniorów młodszych | Tyrol Południowy | siedmiobój  | 2. miejsce  | 5647 pkt. |
| 2009 | Olimpijski festiwal młodzieży Europy  | Tampere          | skok wzwyż  | 3. miejsce  | 1,82      |
| 2010 | II liga pucharu Europy w wielobojach  | Tel Awiw-Jafa    | siedmiobój  | 3. miejsce  | 5556 pkt. |
| 2010 | Mistrzostwa świata juniorów           | Moncton          | siedmiobój  | 6. miejsce  | 5618 pkt. |
| 2011 | Mistrzostwa Europy juniorów           | Tallinn          | siedmiobój  | 3. miejsce  | 6063 pkt. |
| 2012 | Mistrzostwa Europy                    | Helsinki         | siedmiobój  | 2. miejsce  | 6335 pkt. |
| 2012 | Igrzyska olimpijskie                  | Londyn           | siedmiobój  | 8. miejsce  | 6414 pkt. |
| 2013 | Halowe mistrzostwa Europy             | Göteborg         | pięciobój   | 10. miejsce | 4224 pkt. |
| 2013 | Uniwersjada                           | Kazań            | siedmiobój  | 2. miejsce  | 6321 pkt. |
| 2013 | Mistrzostwa świata                    | Moskwa           | siedmiobój  | 11. miejsce | 6159 pkt. |
| 2014 | Mistrzostwa Europy                    | Zurych           | siedmiobój  | 6. miejsce  | 6310 pkt. |
| 2015 | II liga pucharu Europy w wielobojach  | Inowrocław       | siedmiobój  | 1. miejsce  | 6470 pkt. |
| 2015 | Mistrzostwa świata                    | Pekin            | siedmiobój  | 3. miejsce  | 6516 pkt. |
| 2016 | Igrzyska olimpijskie                  | Rio de Janeiro   | siedmiobój  | 4. miejsce  | 6617 pkt. |
| 2017 | Mistrzostwa świata                    | Londyn           | siedmiobój  | –           | DNF       |
| 2019 | Halowe mistrzostwa Europy             | Glasgow          | pięciobój   | 5. miejsce  | 4701 pkt. |